# Římskokatolická farnost Životice u Nového Jičína
Římskokatolická farnost Životice u Nového Jičína je územní společenství římskokatolické církve v moravském obci Životice u Nového Jičína kolem zdejšího farního chrámu Páně svatého Jana Křtitele patřící do děkanátu Nový Jičín ostravsko-opavské diecéze. Vedle toho vyučuje zdejší farnost náboženství v základních školách v Hodslavicích, Hostašovicích a na faře v Životicích u Nového Jičína.